# Tøsedreng
Tøsedreng er en betegnelse for en dreng eller mand som udviser et adfærdsmønster der anses som typisk piget. En tøsedreng betragtes hovedsageligt som et nedsættende ord om drenge og mænd, som ikke lever op til den stereotype drengerolle. 
Ordet bliver oftest brugt som en negativ betegnelse for en uselvstændig og/eller bange dreng eller mand. I nogle tilfælde går det på, at personen i højere grad er sammen med piger og/eller sin mor end "rigtige" drenge og mænd er. Udtrykket fornærmer ved at fremhæve kvindelige sider.

## Livsstil
Tøsedreng (engelsk: sissy) betragtes i nogle kredse som en mere omfattende identitet/livsstil. Ifølge denne forståelse har tøsedrenge ofte en meget feminin udstråling, eksempelvis ved at iklæde sig tøj der normalt henvender sig til piger. Modsætningen til tøsedreng er drengepige (engelsk: tomboy) som netop beskriver en pige der udviser et typisk "drenget" adfærdsmønster; 
begge betegnelser på såvel dansk som engelsk, retalerer til adfærd, ikke til seksualitet.